# Gustavo Canteros
Gustavo Jesús Adolfo Canteros (Corrientes, 25 de diciembre de 1959) es un abogado y político argentino que entre 2013 y 2021 se desempeñó como vicegobernador de la provincia de Corrientes, siendo el primer ciudadano en ser reelegido en dicho cargo de forma consecutiva.
Fue diputado provincial, diputado nacional y vicepresidente primero de la Cámara de Senadores de Corrientes.
Con la alianza Encuentro por Corrientes (ECO) fue vicegobernador como parte de la fórmula de Ricardo Colombi, ocupando el cargo desde el 10 de diciembre de 2013, hasta el 10 de diciembre de 2017. En 2017 fue reelegido para el puesto, nuevamente con la alianza ECO, como parte de la fórmula de Gustavo Valdés.

## Estudios
Realizó sus estudios primarios en el Colegio Salesiano y continuó los estudios secundarios en el Colegio Pío XI, culminando el último año en Berón de Astrada, donde sus padres Pepa y Rufino tenían un campo. Tiene tres hermanos varones: Ronald, Rodolfo y Germán. Allí surgió su vocación religiosa, y después comenzó a prepararse para ser sacerdote, aunque cambió de rumbos. Estudió letras y profesorado de historia. Por último, inició estudios universitarios y se graduó de abogado (Derecho) en la Universidad Nacional del Nordeste (UNNE).
Mientras cursaba los estudios en la UNNE fue preceptor y luego profesor en la Escuela Técnica N° 1 “Juana Manso”, donde realizó su primer acercamiento al gremialismo.

## Carrera política

### Comienzos
Fue secretario general de la Asociación del Magisterio de Enseñanza Técnica (AMET), luego fue elegido presidente de la Obra Social Para La Actividad Docente (OSPLAD).

### Cargos políticos
A fines de la década de 1990 se creó Proyecto Corrientes, un partido al que Canteros se unió y por el cual logró varios cargos políticos como diputado provincial (1999-2003), diputado nacional (2003-2007) y senador provincial (2007-2013). En 2005 se presentó como candidato a Gobernador, con apoyo de Adolfo Navajas Artaza, siendo derrotado por el oficialista Arturo Colombi. En 2007 establece una alianza con el exgobernador Ricardo Colombi, logrando ser electo como senador provincial hasta 2013. Finalizado su mandato, acompañó la reelección a gobernador de Ricardo Colombi, como candidato a vicegobernador, siendo elegido para ese cargo.

### Vicegobernador de Corrientes
Cumplió su primer mandato como vicegobernador desde el 10 de diciembre de 2013 hasta el 10 de diciembre de 2017, junto al reelecto gobernador Ricardo Colombi.
El 08 de octubre de 2017 fue reelecto en el cargo de vicegobernador como parte de la fórmula de la alianza ECO + Cambiemos, que consagró como gobernador a Gustavo Valdés, con el 54,05 % de los votos, en total 332.687 votos, convirtiéndose en el primer vicegobernador de la historia de Corrientes en ser reelegido en su cargo.

### Después de la Vicegobernacion
En 2021 se aleja de ECO y se une a Frente Corrientes de Todos y busca la intendencia de Corrientes perdiendo contra la formula Eduardo Tassano-Emilio Lanari que lograron el 70,77% de los votos logrando su reelección contra el 29,22% que logró Canteros acompañado por Gladys Abreo.
En las elecciones legislativas de Corrientes de 2023 fue electo diputado provincial junto a otros 3 candidatos de la lista sacando 161.951 votos el 28,64%.